# 奇罗马里纳
奇罗马里纳（義大利語：Cirò Marina），是意大利克罗托内省的一个市镇。总面积41平方公里，人口14885人，人口密度363.0人/平方公里（2009年）。